# Shelby (Nebraska)
Pour les articles homonymes, voir Shelby.
Shelby est un village du comté de Polk, de l'État du Nebraska aux États-Unis.